# شعبان مرزقان

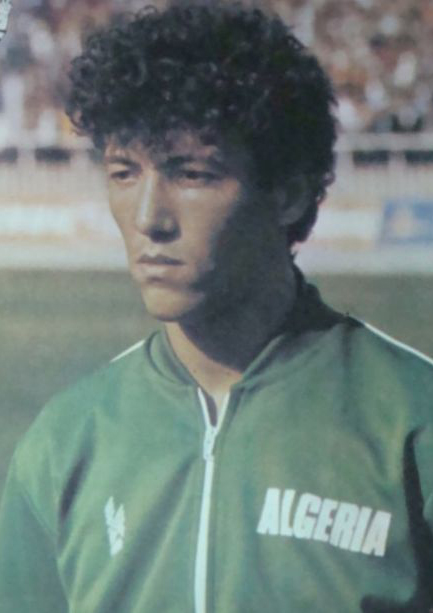
شعبان مرزقان

شعبان مرزقان (انگلیسی: Chaâbane Merzekane) (زاده ۸ مارس ۱۹۵۹) بازیکن فوتبال اهل الجزایر بوده‌است.
از باشگاه‌هایی که مرزقان در آن بازی کرده‌است می‌توان به باشگاه فوتبال نصر حسین دای و باشگاه فوتبال مولودیه الجزایر اشاره کرد. وی عضو تیم ملی فوتبال الجزایر در جام جهانی فوتبال ۱۹۸۲ بوده‌است.